# Hällarna
Hällarna är en nedlagd by i Hedesunda socken, Gävle kommun. Byn är känd i skriftliga källor sedan skiftet 1700-1800 talen. Den ligger intill Somfaråns utlopp i Dalälven mot Södra Färjsundet. Det praktiska läget vid dessa vattendrag gör att man kan ana att byn är av betydligt äldre datum.